# (7791) Ebicykl
(7791) Ebicykl est un astéroïde de la ceinture principale.

## Description
(7791) Ebicykl est un astéroïde de la ceinture principale. Il fut découvert le 1er mars 1995 à l'Observatoire Kleť par Miloš Tichý. Il présente une orbite caractérisée par un demi-grand axe de 3,13 UA, une excentricité de 0,17 et une inclinaison de 10,0° par rapport à l'écliptique.

## Compléments